# Lucasfilm
Lucasfilm Limited là một công ty sản xuất phim Mỹ được thành lập bởi George Lucas vào năm 1971, có trụ sở tại San Francisco, California, Hoa Kỳ. Lucas là Chủ tịch Hội đồng quản trị kiêm Tổng giám đốc điều hành hiện tại của công ty, với dự định người kế tục chức vụ này là Kathleen Kennedy hiện đang đóng vai trò là đồng chủ tịch.
Công ty này được biết đến nhiều nhất với vai trò là nhà sản xuất các phim Star Wars (chiến tranh giữa các vì sao), và cũng đã sản xuất các phim ăn khách khác, bao gồm cả Indiana Jones và American Graffiti. Hãng cũng đã được một đơn vị dẫn đầu trong việc phát triển bộ phim công nghệ mới bằng các hiệu ứng đặc biệt, âm thanh, và hoạt hình máy tính, và vì chuyên môn sâu của họ, các công ty con của hãng thường giúp sản xuất các phim không phải của hãng Lucasfilm. Lucasfilm đang lên kế hoạch để rút khỏi ngành điện ảnh và đi vào lĩnh vực truyền hình hơn nữa, do ngân sách tăng.
Vào ngày 08 tháng 7 năm 2005, các đơn vị tiếp thị Lucasfilm, trực tuyến, cấp phép đã chuyển sang Letterman Digital Arts Center tọa lạc ở Presidio ở San Francisco. Nó chia sẻ khu phức hợp với Industrial Light & Magic và LucasArts.
Lucasfilm đã có kế hoạch mở rộng tại Skywalker Ranch ở quận Marin, nhưng đã hoãn kế hoạch do sự phản đối từ các đơn vị láng giềng. Lucasfilms có kế hoạch mở rộng ở những nơi khác.
Ngày 30 tháng 10 năm 2012, The Walt Disney Company đã công bố một thỏa thuận để có được Lucasfilm với giá 4,05 tỷ đô la Mỹ, khoảng 1/2 bằng tiền mặt và 1/2 bằng cổ phiếu của cổ phiếu Disney. Lucasfilm và Disney trước đây cộng tác vào các thời điểm để tạo ra Star Wars và Indiana Jones các khu giải trí Walt Disney Parks and Resort trên toàn thế giới. Một bộ ba mới của phim Star Wars đã được công bố cùng một lúc, bắt đầu vào năm 2015.